# Aratinga pertinax
Aratinga pertinax là một loài chim trong họ Psittacidae.

## Hình ảnh

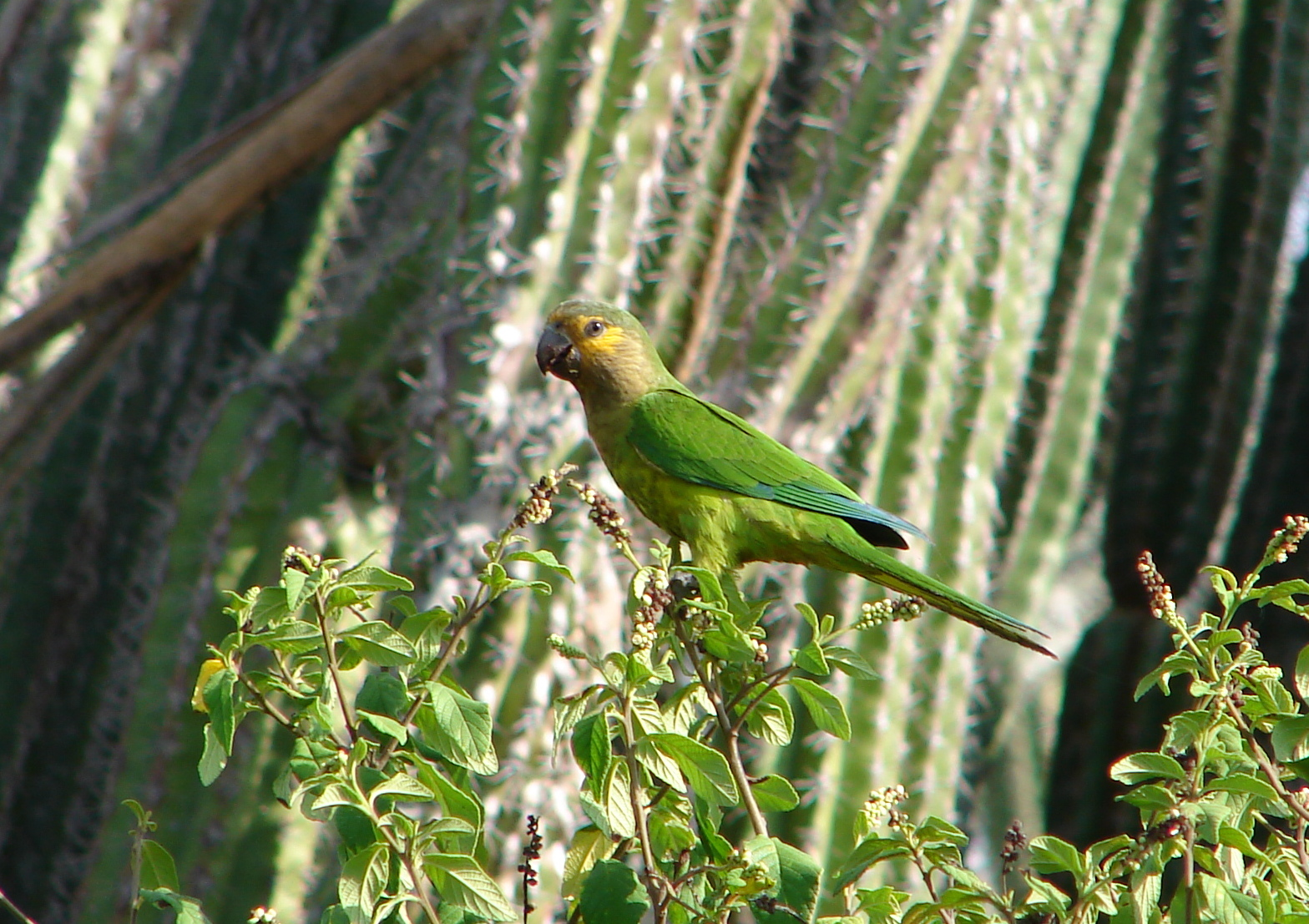
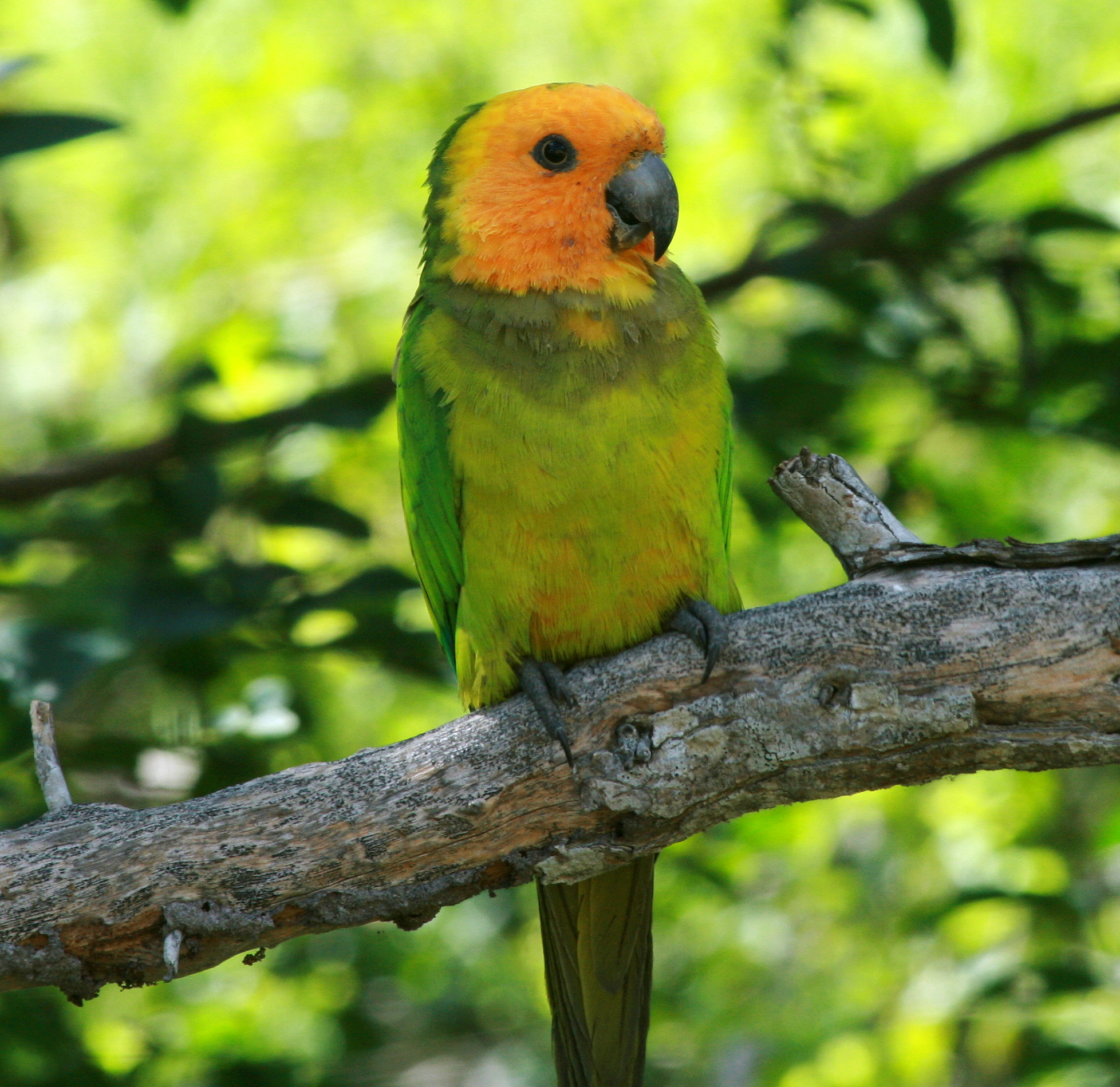
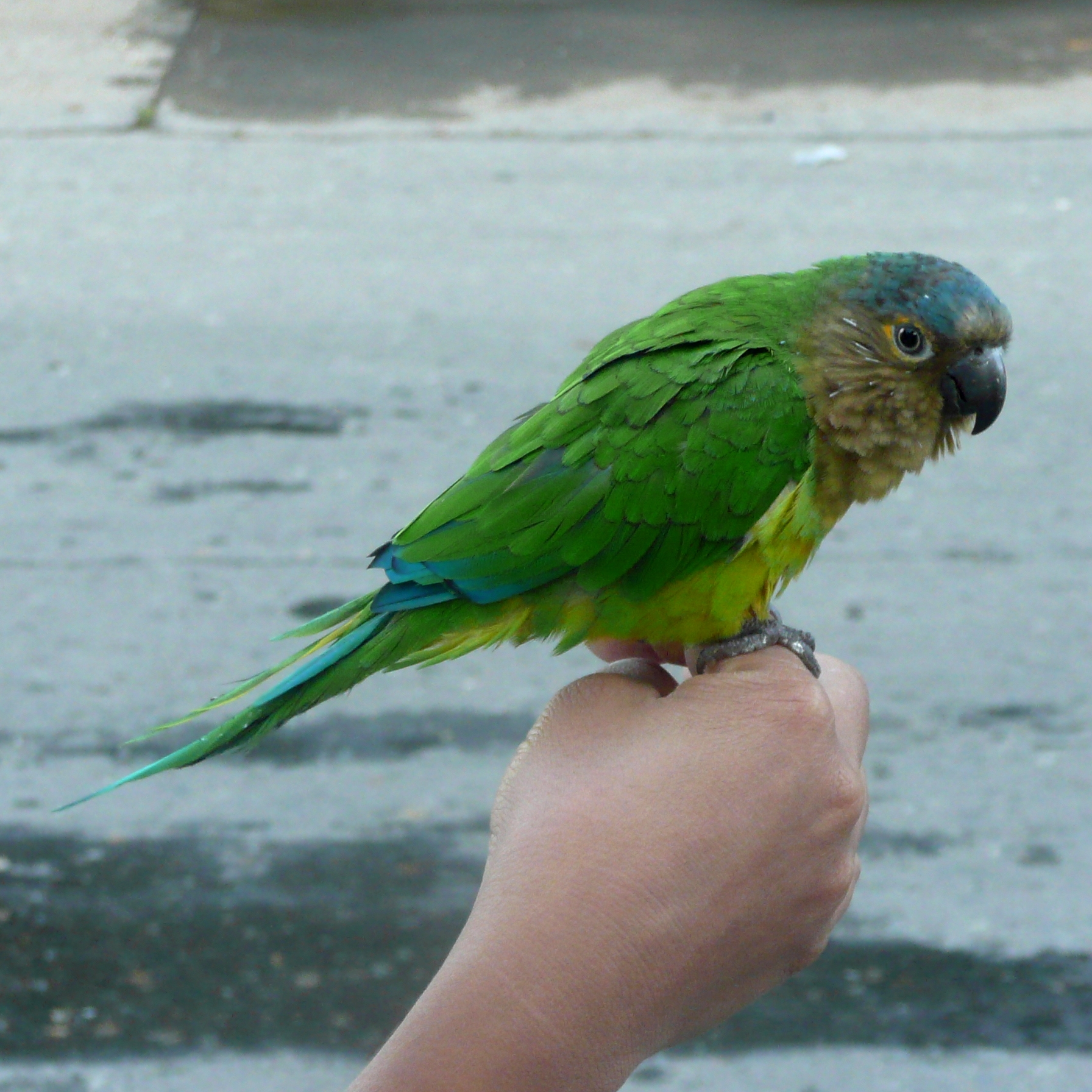
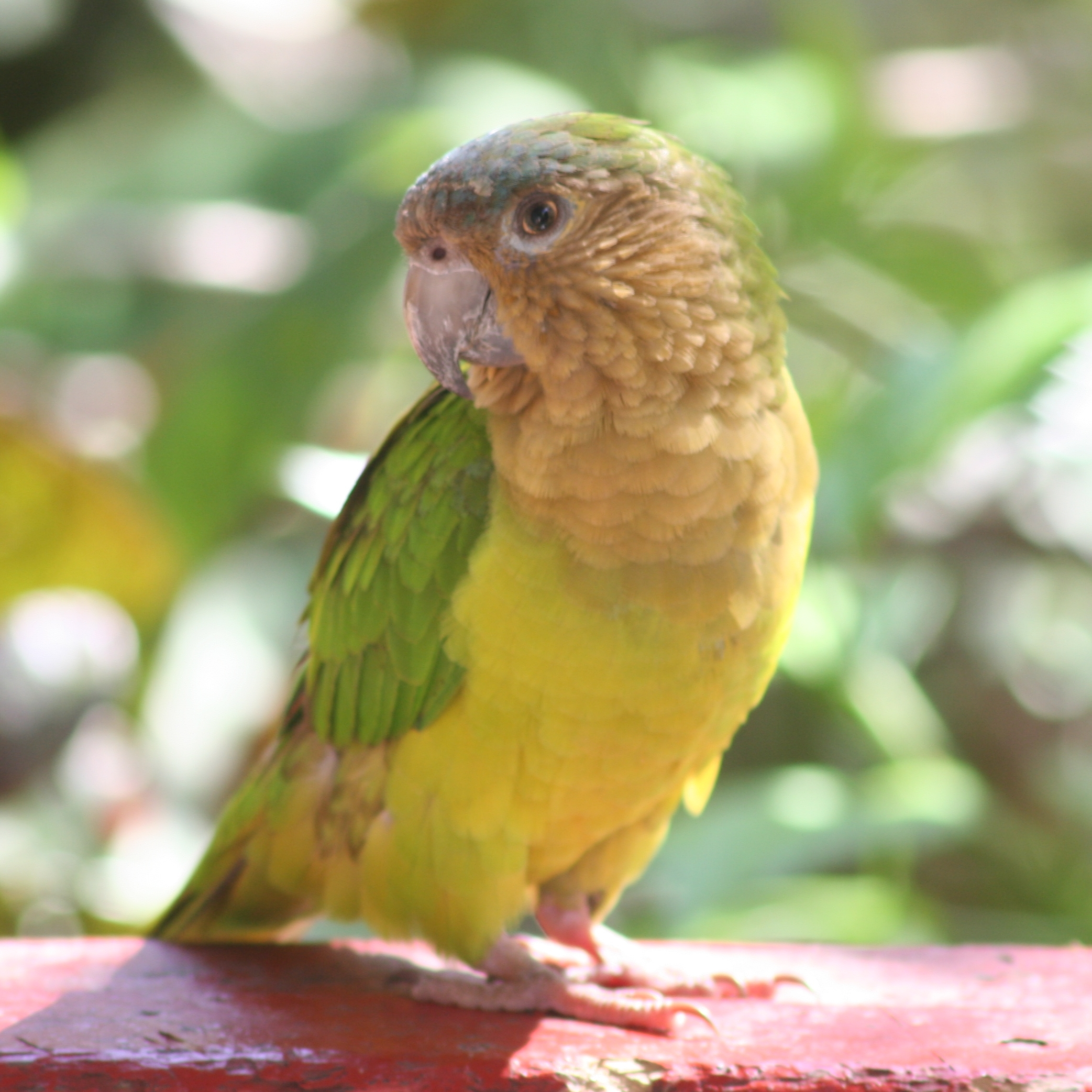
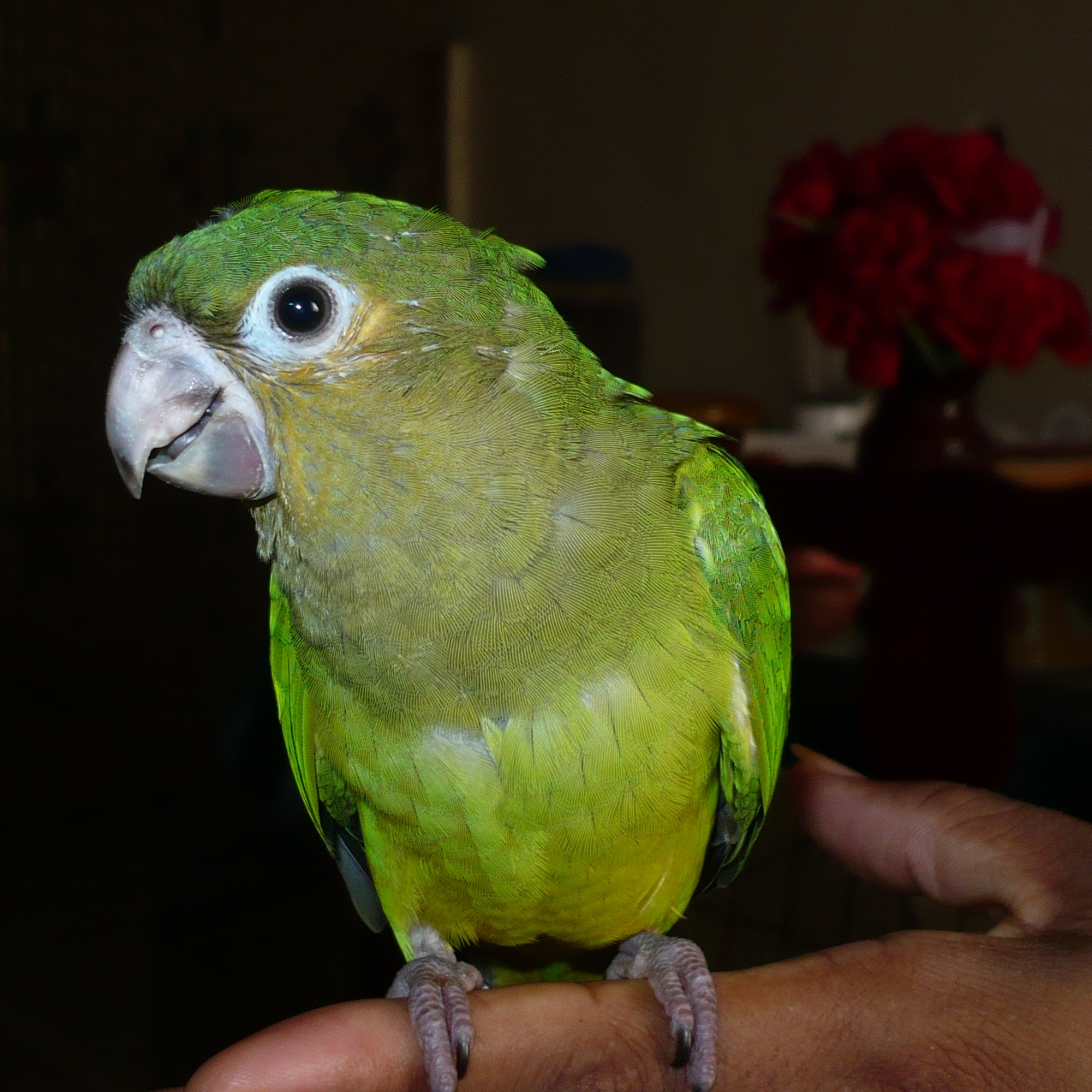